# Sako Dua
Sako Dua is een bestuurslaag in het regentschap Kerinci van de provincie Jambi, Indonesië. Sako Dua telt 1583 inwoners (volkstelling 2010).